# Sacramento (rivier)

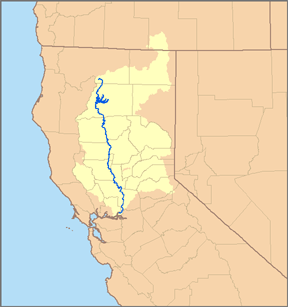
Het stroomgebied van de Sacramento

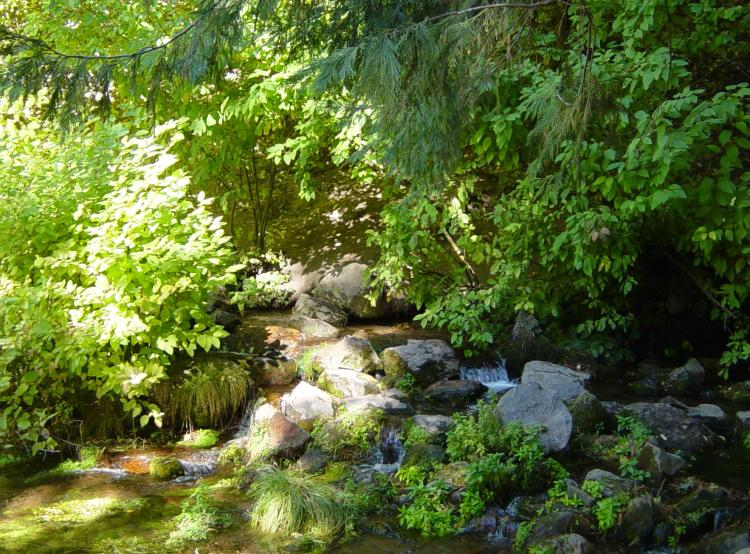
Een van de bronnen van de Sacramento (2003)

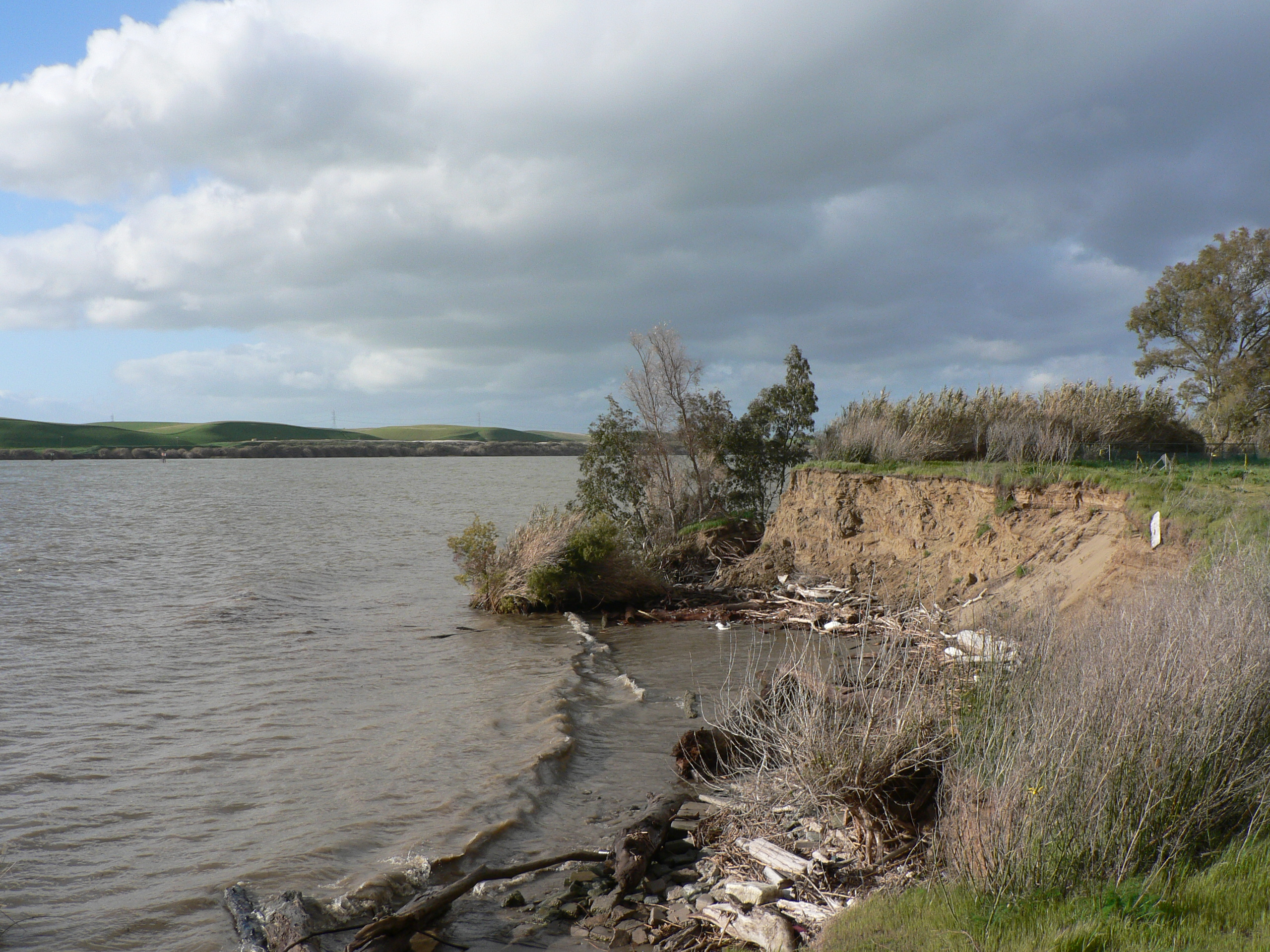
De delta van de Sacramento (2005)

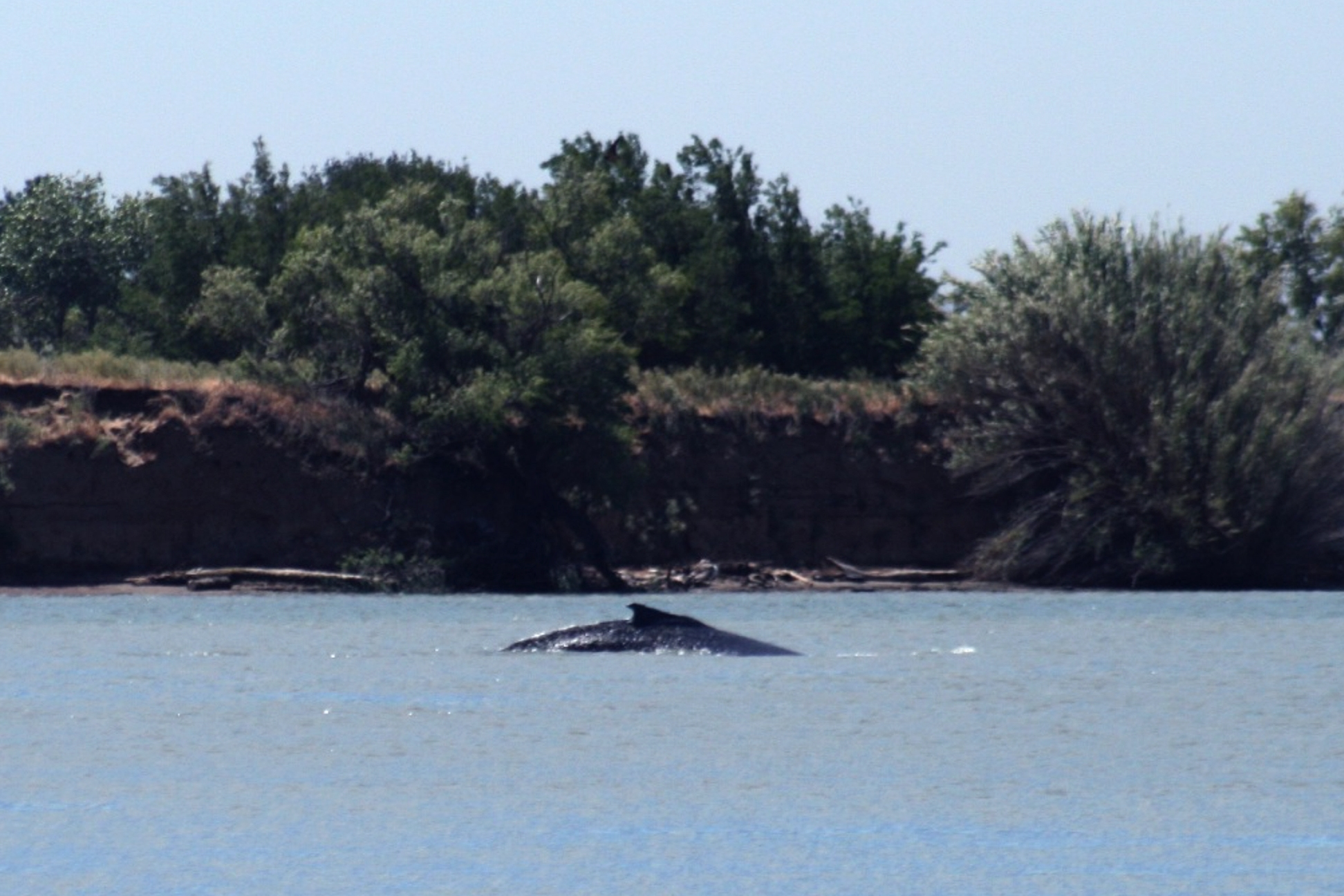
Een walvis in de Sacramento (2007)

De Sacramento is de langste rivier van de Amerikaanse staat Californië. De rivier ontspringt nabij Mount Shasta in de Cascade Range en stroomt dan 615 km naar het zuiden door de Central Valley, tussen de Pacific Coast Range en de Sierra Nevada.
De belangrijkste zijrivieren van de Sacramento zijn de Pit, de Feather, de McCloud en de American River. De Pit is daarvan de langste, maar door de Feather en de American River stroomt meer water. Na de opname van de American River en de San Joaquin vormt ze de Sacramento River Delta, die uitkomt in de noordelijke arm van de Baai van San Francisco.
Kanalen maken de rivier bevaarbaar tot ruim 280 km stroomopwaarts van de Baai van San Francisco. Oceeanstomers kunnen tot aan de stad Sacramento varen. Soms laten ook verdwaalde zeedieren zoals walvissen en zeeleeuwen zich kilometers stroomopwaarts zien.
De Sacramento is deel van de oude handels- en reisroute met de naam Siskiyou Trail, die vanuit het midden van Californië naar het noordwesten loopt. De route loopt parallel aan de rivier en maakt gebruik van de valleien en canyons die door de rivier zijn uitgesleten. Gebaseerd op de voetpaden van de Amerikaanse indianen werd het pad verlengd en uitgebreid door de pelsjagers van de Hudson's Bay Company in de jaren rond 1830 en daarna door de zogenaamde Forty-Niners - de goudzoekers in de jaren na 1850. Tegenwoordig lopen de Interstate 5 en de Union Pacific Railroad over de oude Siskiyou Trail.
De Sacramento Area Flood Control Agency is de organisatie die ervoor moet zorgen dat de rivier binnen haar oevers blijft. De aan de Sacramento gelegen stad Rio Vista organiseert ieder jaar het Bass Festival ("Baarzenfestival"), om de terugkeer van de baars in de rivier te vieren.